# Лю Фан
Лю Фан (кит. трад. 劉芳, упр. 刘芳, пиньинь Liú Fāng, род. 10 мая 1974, Куньмин) — китайская исполнительница на пипе и гучжэне. Она начала играть на пипе в 6 лет. Первое соло выступление прошло когда ей было 9. В 1986 году, когда ей было 11 она играла для королевы Елизаветы II.

## Награды
- Future Generations Millennium Prize (Canada), Juni 2001
- Grands prix de l’Académie Charles-Cros (France), 2006

## Дискография
- Along the Way — Duo pipa & violin : Philmultic, 2010
- Changes — Duo pipa & Guitar : Philmultic, 2008
- The soul of pipa, vol. 3 : Pipa Music from Chinese folk traditions, Philmultic, 2006
- Le son de soie : Accords-Croisés/Harmonia Mundi, Paris, 2006
- Emerging Lotus : Chinese traditional guzheng music, Philmultic, 2005
- Mei Hua — Fleur de prunier : ATMA Classique, Canada, 2004
- The soul of pipa, vol. 2 : Chinese classical Pipa Music: from the ancient to the recent, Philmultic, 2003
- The soul of pipa, vol. 1 : Chinese Pipa Music from the classical tradition, Philmultic, Canada, 2001
- Arabic and Chinese music : Liu Fang et Farhan Sabbagh, Philmultic, 2000
- Musique chinoise : Solo, duo, et avec orchestre de chambre, Philmultic, 1999
- Chinese Traditional Pipa Music : Oliver Sudden Productions Inc, Canada/USA, 1997